# Los Angeles Rams 2024
La stagione 2024 dei Los Angeles Rams è stata la 87ª della franchigia nella National Football League, la 57ª nell'area metropolitana di Los Angeles e l'ottava con Sean McVay come capo-allenatore.

## Scelte nel Draft 2024
| Scelte dei Rams nel Draft 2024 |        |                                     |                                     |                                     |               |
| Giro                           | Scelta | Giocatore                           | Ruolo                               | College                             | Note          |
| 1                              | 19     | Jared Verse                         | DE                                  | Florida State                       |               |
| 2                              | 39     | Braden Fiske                        | DT                                  | Florida State                       | Da Carolina   |
| 3                              | 83     | Blake Corum                         | RB                                  | Michigan                            |               |
| 3                              | 99     | Kamren Kinchens                     | S                                   | Miami (FL)                          |               |
| 4                              | 120    | Scambiata con i Pittsburgh Steelers | Scambiata con i Pittsburgh Steelers | Scambiata con i Pittsburgh Steelers |               |
| 5                              | 154    | Brennan Jackson                     | DE                                  | Washington State                    |               |
| 5                              | 155    | Scambiata con i Carolina Panthers   | Scambiata con i Carolina Panthers   | Scambiata con i Carolina Panthers   | Da Pittsburgh |
| 6                              | 196    | Tyler Davis                         | DT                                  | Clemson                             |               |
| 6                              | 209    | Joshua Karty                        | K                                   | Stanford                            |               |
| 6                              | 213    | Jordan Whittington                  | WR                                  | Texas                               |               |
| 6                              | 217    | Beaux Limmer                        | C                                   | Arkansas                            |               |
| 7                              | 254    | KT Leveston                         | OT                                  | Kansas State                        |               |

## Staff
| Staff dei Los Angeles Rams |
| --- |
| Organi dirigenziali - Proprietario/Chairman: Stan Kroenke - COO/Vice presidente esecutivo delle operazioni del football – Kevin Demoff - General manager – Les Snead - Vice presidente dell'amministrazione del football – Tony Pastoors - Direttore delle operazioni del football – Sophie Harlan - Dirigenti del personale senior – Brian Xanders e Ray Farmer - Consulente del personale senior – Taylor Morton - Assistente del direttore degli osservatori del college – Ted Monago - Assistente del direttore degli osservatori dei professionisti – John McKay - Direttore della gestione del draft – J.W. Jordan - Direttore dell'ingaggio dei giocatori – Jacques McClendon Capo allenatore - Capo-allenatore – Sean McVay - Assistente//tight end – Thomas Brown Altri allenatori - Preparatore atletico – Justin Lovett - Assistente p.a. – Fernando Noriega - Assistente p.a. – Dustin Woods Allenatori dell'attacco - Coordinatore offensivo – Liam Coen - Assistente quarterback – Zac Robinson - Running back – Ra'Shaad Samples - Wide receiver – Eric Yarber - Offensive line – Kevin Carberry - Assistente attacco – Nick Jones - Assistente attacco – Zak Kromer - Assistente attacco – Jake Peetz - Assistente attacco – Greg Olson Allenatori della difesa - Coordinatore difensivo – Raheem Morris - Gioco sulle corse/defensive line – Eric Henderson - Assistente defensive line – Skyler Jones - Linebacker – Chris Shula - Inside linebacker – Chris Beake - Assistente linebackers – Thad Bogardus - Assistente secondary – Jonathan Cooley - Coaching fellowship – Lance Schulters Allenatori dello special team - Coordinatore dello special team: Joe DeCamillis - Assistente special team – Jeremy Springer - Assistente allenatore senior – John Bonamego |

## Roster
| Roster dei Los Angeles Rams |
| --- |
| Quarterback - 13 Stetson Bennett - 9 Matthew Stafford Running Back - 22 Blake Corum - 20 Ronnie Rivers - 32 Cody Schrader - 23 Kyren Williams Wide Receiver - 5 Tutu Atwell - 18 Tyler Johnson - 10 Cooper Kupp - 15 Demarcus Robinson - 88 Jordan Whittington Tight End - 87 Davis Allen - 84 Hunter Long - 86 Colby Parkinson Offensive Linemen - 60 Logan Bruss G - 59 Geron Christian T - 69 Kevin Dotson G - 79 Rob Havenstein T - 72 Jonah Jackson C - 50 Beaux Limmer C - 71 Warren McClendon T - 63 Dylan McMahon C Defensive Linemen - 95 Bobby Brown III NT - 90 Tyler Davis NT - 55 Braden Fiske DE - 92 Neville Gallimore NT - 94 Desjuan Johnson DE - 91 Kobie Turner DE Linebacker - 31 Nick Hampton OLB - 97 Michael Hoecht OLB - 35 Jake Hummel ILB - 44 Brennan Jackson OLB - 58 Elias Neal ILB - 51 Troy Reeder ILB - 56 Christian Rozeboom ILB - 48 Omar Speights ILB - 8 Jared Verse OLB - 0 Byron Young OLB Defensive Back - 3 Kamren Curl SS - 14 Cobie Durant CB - 43 John Johnson SS - 26 Kamren Kinchens FS - 37 Quentin Lake FS - 33 Cam Lampkin CB - 39 Jaylen McCollough SS - 30 Josh Wallace CB - 27 Tre'Davious White CB - 21 Charles Woods CB Special Team - 42 Ethan Evans P - 16 Joshua Karty K - 47 Alex Ward LS Lista delle riserve - 73 Steve Avila G (IR) - 11 Jimmy Garoppolo QB (Sospeso) - 89 Tyler Higbee TE (PUP) - 77 Alaric Jackson T (Sospeso) - 1 Derion Kendrick CB (IR) - 66 KT Leveston G (IR-DRF) - 64 Conor McDermott T (IR) - 52 Larrell Murchison DE (IR-DRF) - 17 Puka Nacua WR (IR) - 70 Joe Noteboom T (IR) - 6 Tre Tomlinson CB (IR) - 24 Darious Williams CB (IR) Squadra di allenamento - 61 A.J. Arcuri T - 67 Justin Dedich G - 98 Cory Durden DT - 82 Miller Forristall TE - 34 Tanner Ingle SS - 38 Shaun Jolly CB - 83 Nikola Kalinic TE - 68 Mike McAllister C - 54 Ty Nsekhe T - 65 David Olajiga DT - 19 Xavier Smith WR - 6 Drake Stoops WR - 96 Keir Thomas OLB - 57 Zach VanValkenburg OLB - 81 Sam Wiglusz WR - 4 Ahkello Witherspoon CB Roster aggiornato al 15 settembre 2024 51 attivi, 12 inattivi, 15 nella squadra di allenamento |
| Legenda - I rookie sono in corsivo. - Il primo ruolo è il principale mentre gli eventuali successivi indicano i ruoli secondari. - (IR) sta per Injured Reserve ed indica la lista ristretta per un solo giocatore infortunato che può tornare ad allenarsi dopo la settimana 6 e a rientrare in prima squadra dopo che questa ha giocato 8 partite. - (NF-Inj.) / (NF-Ill.) stanno rispettivamente per Non-Football Injured e Non-Football Illness ed indicano le liste dove viene inserito un giocatore che ha un infortunio o una malattia non dipendente dal football americano. - (PUP) sta per Physically Unable to Perform ed indica la lista dove viene inserito un giocatore mentre è in attesa di recuperare la condizione fisica. Nella stagione regolare dopo la sesta partita giocata dalla propria squadra, il giocatore ha tempo tre settimane per riprendere ad allenarsi, più tre settimane aggiuntive dal suo rientro agli allenamenti per rientrare in prima squadra. |

## Precampionato
Il 15 maggio 2024 furono annunciate le gare del precampionato.
| Precampionato |           |            |                        |           |        |              |            |         |
| Settimana     | Data      | Ora (PT)   | Avversario             | Risultato | Record | Stadio       | TV         | Sintesi |
| 1             | 11 agosto | 1:25 p.m.  | Dallas Cowboys         | V 13-12   | 1-0    | SoFi Stadium | KABC (ABC) | Sintesi |
| 2             | 17 agosto | 4:05 p.m.  | @ Los Angeles Chargers | V 13-9    | 2-0    | SoFi Stadium | KABC (ABC) | Sintesi |
| 3             | 24 agosto | 10:00 a.m. | @ Houston Texans       | S 15-17   | 2-1    | NRG Stadium  | KABC (ABC) | Sintesi |

## Stagione regolare

### Calendario
Il calendario della stagione regolare 2024 fu reso noto il 15 maggio 2024. Data e orario della gara di settimana 18 furono definiti il 29 dicembre, subito dopo lo svolgimento del diciassettesimo turno.
| Stagione regolare |                    |                    |                           |                    |                    |                    |                    |                    |
| Settimana         | Data               | Ora (PT)           | Avversario                | Risultato          | Record             | Stadio             | TV                 | Sintesi            |
| 1                 | 8 settembre        | 5:20 p.m.          | @ Detroit Lions           | S 20-26 (DTS)      | 0-1                | Ford Field         | NBC                | Sintesi            |
| 2                 | 15 settembre       | 1:05 p.m.          | @ Arizona Cardinals       | S 10-41            | 0-2                | State Farm Stadium | Fox                | Sintesi            |
| 3                 | 22 settembre       | 1:25 p.m.          | San Francisco 49ers       | V 27-24            | 1-2                | SoFi Stadium       | Fox                | Sintesi            |
| 4                 | 29 settembre       | 10:00 a.m.         | @ Chicago Bears           | S 18-24            | 1-3                | Soldier Field      | Fox                | Sintesi            |
| 5                 | 6 ottobre          | 1:25 p.m.          | Green Bay Packers         | S 19-24            | 1-4                | SoFi Stadium       | CBS                | Sintesi            |
| 6                 | Settimana di pausa | Settimana di pausa | Settimana di pausa        | Settimana di pausa | Settimana di pausa | Settimana di pausa | Settimana di pausa | Settimana di pausa |
| 7                 | 20 ottobre         | 1:05 p.m.          | Las Vegas Raiders         | V 20-15            | 2-4                | SoFi Stadium       | CBS                | Sintesi            |
| 8                 | 24 ottobre         | 5:15 p.m.          | Minnesota Vikings (T)     | V 30-20            | 3-4                | SoFi Stadium       | Prime Video        | Sintesi            |
| 9                 | 3 novembre         | 1:25 p.m.          | @ Seattle Seahawks        | V 26-20 (DTS)      | 4-4                | Lumen Field        | Fox                | Sintesi            |
| 10                | 11 novembre        | 5:15 p.m.          | Miami Dolphins (M)        | S 15-23            | 4-5                | SoFi Stadium       | ESPN               | Sintesi            |
| 11                | 17 novembre        | 10:00 a.m.         | @ New England Patriots    | V 28-22            | 5-5                | Gillette Stadium   | Fox                | Sintesi            |
| 12                | 24 novembre        | 5:20 p.m.          | Philadelphia Eagles (S)   | S 20-37            | 5-6                | SoFi Stadium       | NBC                | Sintesi            |
| 13                | 1º dicembre        | 1:05 p.m.          | @ New Orleans Saints      | V 21-14            | 6-6                | Caesars Superdome  | Fox                | Sintesi            |
| 14                | 8 dicembre         | 1:25 p.m.          | Buffalo Bills             | V 44-42            | 7-6                | SoFi Stadium       | Fox                | Sintesi            |
| 15                | 12 dicembre        | 5:15 p.m.          | @ San Francisco 49ers (T) | V 12-6             | 8-6                | Levi's Stadium     | Prime Video        | Sintesi            |
| 16                | 22 dicembre        | 10:00 a.m.         | @ New York Jets           | V 19-9             | 9-6                | MetLife Stadium    | CBS                | Sintesi            |
| 17                | 28 dicembre        | 5:00 p.m.          | Arizona Cardinals         | V 13-9             | 10-6               | SoFi Stadium       | NFL Network        | Sintesi            |
| 18                | 5 gennaio          | 1:25 p.m.          | Seattle Seahawks          | S 25-30            | 10-7               | SoFi Stadium       | Fox                | Sintesi            |

Note:
- Gli avversari della propria division sono in grassetto.
- Il simbolo "@" indica una partita giocata in trasferta.
- (M) indica il Monday Night Football, (T) il Thursday Night Football e (S) il Sunday Night Football.

## Play-off
Al termine della stagione regolare i Rams arrivarono primi nella NFC West con un record di 10 vittorie e 7 sconfitte, qualificandosi ai play-off come testa di serie (seed) numero 4. La gara del turno delle  Wild-Card contro Minnesota si sarebbe dovuta giocare nello stadio di casa dei Rams ma fu spostata allo State Farm Stadium in Arizona a causa degli estesi incendi che colpirono la contea di Los Angeles nei primi giorni di gennaio. Con la vittoria su Minnesota avanzarono al turno dei Divisional play-off dove furono sconfitti da Philadelphia.
| Play-off   |            |            |                           |           |        |                         |                |         |
| Turno      | Data       | Ora (PT)   | Avversario (seed)         | Risultato | Record | Stadio                  | TV             | Sintesi |
| Wild Card  | 13 gennaio | 5:00 p.m.  | Minnesota Vikings (5)     | V 27-9    | 1-0    | State Farm Stadium      | ESPN           | Sintesi |
| Divisional | 19 gennaio | 12:00 p.m. | @ Philadelphia Eagles (2) | S 22-28   | 1-1    | Lincoln Financial Field | NBC/Peacock TV | Sintesi |

Note:
- Il simbolo "@" indica una partita giocata in trasferta.

## Premi

### Premi settimanali e mensili
- Jared Verse:

rookie difensivo del mese di settembre
- Cobie Durant:

difensore della NFC della settimana 7
- Kamren Kinchens:

difensore della NFC della settimana 9
difensore della NFC della settimana 11
- Braden Fiske:

rookie difensivo del mese di novembre
- Joshua Karty:

giocatore degli special team della NFC del mese di dicembre/gennaio